# Torneo de Atlanta 2022
El Atlanta Open 2022 fue un torneo de tenis perteneciente al ATP Tour 2022 en la categoría ATP Tour 250. El torneo tuvo lugar en la ciudad de Atlanta (Estados Unidos) desde el 25 hasta el 31 de julio sobre pistas rápidas.

## Distribución de puntos
| Modalidad            | Campeón | Finalista | Semifinales | Cuartos de final | 2ª ronda | 1ª ronda | Clasificados | 2ª ronda de clasificación | 1ª ronda de clasificación |
| Individual masculino | 250     | 165       | 100         | 50               | 25       | 0        | 13           | 7                         | 0                         |
| Dobles masculino     | 250     | 150       | 90          | 45               | 20       | 0        | -            | -                         | -                         |

## Cabezas de serie

### Individuales masculino
| Tenista           | Ranking | Preclasificados |
| Reilly Opelka     | 17      | 1               |
| John Isner        | 22      | 2               |
| Álex de Miñaur    | 24      | 3               |
| Frances Tiafoe    | 29      | 4               |
| Tommy Paul        | 34      | 5               |
| Jenson Brooksby   | 41      | 6               |
| Nick Kyrgios      | 45      | 7               |
| Brandon Nakashima | 49      | 8               |

- Ranking del 18 de julio de 2022.[2]

### Dobles masculino
| Tenista                         | Ranking | Preclasificados |
| Ivan Dodig Austin Krajicek      | 34      | 1               |
| Thanasi Kokkinakis Nick Kyrgios | 54      | 2               |
| Rajeev Ram Jack Sock            | 60      | 3               |
| Matthew Ebden Max Purcell       | 66      | 4               |

## Campeones

### Individual masculino
Álex de Miñaur venció a  Jenson Brooksby por 6-3, 6-3

### Dobles masculino
Thanasi Kokkinakis /  Nick Kyrgios vencieron a  Jason Kubler /  John Peers por 7-6(7-4), 7-5